# Sânpaul (gmina w okręgu Marusza)
Sânpaul – gmina w Rumunii, w okręgu Marusza. Obejmuje miejscowości Chirileu, Dileu Nou, Sânmărghita, Sânpaul i Valea Izvoarelor. W 2011 roku liczyła 4233 mieszkańców.